# Rio Campo Novo do Sul
Rio Campo Novo do Sul är ett vattendrag i Brasilien.   Det ligger i delstaten Santa Catarina, i den södra delen av landet, 1 400 km söder om huvudstaden Brasília.
I omgivningarna runt Rio Campo Novo do Sul växer i huvudsak städsegrön lövskog. Runt Rio Campo Novo do Sul är det glesbefolkat, med 9 invånare per kvadratkilometer.